# 네팔 축구 국가대표팀
네팔 축구 국가대표팀(네팔어: नेपाल राष्ट्रिय फुटबल टिम)은 네팔을 대표하는 축구 국가대표팀으로 네팔 축구 협회에서 관리한다. 아시아 최약체로 평가되고 있는 팀들 가운데 하나로 홈 구장으로는 다사라트 랑가살라 스타디움을 사용하고 있으며 2015년 네팔 지진으로 한 때 이 경기장 사용 자체가 불가능한 상황이었으나 2019년 남아시아 경기 대회부터 다시 사용이 재개되었다.

## 개요
1972년 10월 13일 중국과의 경기에서 2-6으로 패하면서 혹독한 국제 경기 데뷔전을 치렀으며 아시아 전체에서 최약체로 불리고는 있으나 그래도 남아시아 내의 대회에서는 4강 이상의 성과를 내고 있다.

## 국제 대회 경력

### FIFA 월드컵
2014년 FIFA 월드컵 아시아 지역 예선부터 2022년 FIFA 월드컵 아시아 지역 예선까지 14경기 4승 2무 8패를 기록하며 2014년 예선 이전 기록(2승 2무 20패)보다 훨씬 안정적인 모습을 보였으며 이 중 2014년 FIFA 월드컵 아시아 지역 1차 예선에서 동티모르를 상대로 2연승을 챙기며 사상 첫 2차 예선 진출에 성공했다.

### AFC 챌린지컵
이 대회 본선에는 3번 참가하여 초대 대회인 2006년 대회에서 AFC 주관 대회 첫 4강에 올랐지만 2008년과 2012년 대회에서는 모두 조별리그 탈락의 쓴 잔을 마셨다.

### AFC 솔리대리티컵
2018년 FIFA 월드컵 아시아 지역 1차 예선 탈락팀 자격으로 참가한 2016년 초대이자 마지막 대회에서 마카오를 꺾고 2승 2무의 성적으로 우승을 차지했는데 이는 네팔의 AFC 주관 대회 첫 챔피언 등극이다.

### 아시안 게임
U-23 대표팀 전적을 포함해 6번의 아시안 게임에 출전했으나 18경기에서 전패를 당했고 이 과정에서 득점은 단 2점에 그쳤고 무려 70골을 얻어맞았다.

### SAFF 챔피언십
SAFF 챔피언십에는 11번 출전하여 이 중 코로나19 범유행으로 1년 연기된 2021년 대회에서 준우승이라는 SAFF 챔피언십 역대 최고 성적을 거두는 등 5번의 대회에서 4위 이상의 성적을 거두었다.

### 남아시아 경기 대회
성인대표팀으로는 8번 출전하여 금메달 2개, 은메달 2개, 동메달 1개를 획득했고 U-23 대표팀으로는 5번 참가하여 금메달과 동메달을 각각 1개씩 획득했다.

## 기타 국제 대회 기록
방글라데시에서 열린 2016년 방가반두컵에서 우승을 거머쥐었고 ANFA컵에서도 2번의 우승과 5번의 준우승을 차지했으며 1986년 판차얏 실버 주빌리컵에서도 준결승까지 올랐다. 그리고 인도에서 열린 주지사 골드컵에서도 2번 우승컵을 들어올렸으며 2004년에는 준우승을 차지하기도 했다.

## FIFA 월드컵
| 년도   | 결과      | 순위      | 경기      | 승        | 무*       | 패        | 득점      | 실점      | 승점      | 경기                                        | 승                                          | 무*                                         | 패                                          | 득점                                        | 실점                                        | 승점                                        |
| ------ | --------- | --------- | --------- | --------- | --------- | --------- | --------- | --------- | --------- | ------------------------------------------- | ------------------------------------------- | ------------------------------------------- | ------------------------------------------- | ------------------------------------------- | ------------------------------------------- | ------------------------------------------- |
| 1930년 | 비회원국  | 비회원국  | 비회원국  | 비회원국  | 비회원국  | 비회원국  | 비회원국  | 비회원국  | 비회원국  | 비회원국                                    | 비회원국                                    | 비회원국                                    | 비회원국                                    | 비회원국                                    | 비회원국                                    | 비회원국                                    |
| 1934년 | 비회원국  | 비회원국  | 비회원국  | 비회원국  | 비회원국  | 비회원국  | 비회원국  | 비회원국  | 비회원국  | 비회원국                                    | 비회원국                                    | 비회원국                                    | 비회원국                                    | 비회원국                                    | 비회원국                                    | 비회원국                                    |
| 1938년 | 비회원국  | 비회원국  | 비회원국  | 비회원국  | 비회원국  | 비회원국  | 비회원국  | 비회원국  | 비회원국  | 비회원국                                    | 비회원국                                    | 비회원국                                    | 비회원국                                    | 비회원국                                    | 비회원국                                    | 비회원국                                    |
| 1950년 | 비회원국  | 비회원국  | 비회원국  | 비회원국  | 비회원국  | 비회원국  | 비회원국  | 비회원국  | 비회원국  | 비회원국                                    | 비회원국                                    | 비회원국                                    | 비회원국                                    | 비회원국                                    | 비회원국                                    | 비회원국                                    |
| 1954년 | 비회원국  | 비회원국  | 비회원국  | 비회원국  | 비회원국  | 비회원국  | 비회원국  | 비회원국  | 비회원국  | 비회원국                                    | 비회원국                                    | 비회원국                                    | 비회원국                                    | 비회원국                                    | 비회원국                                    | 비회원국                                    |
| 1958년 | 비회원국  | 비회원국  | 비회원국  | 비회원국  | 비회원국  | 비회원국  | 비회원국  | 비회원국  | 비회원국  | 비회원국                                    | 비회원국                                    | 비회원국                                    | 비회원국                                    | 비회원국                                    | 비회원국                                    | 비회원국                                    |
| 1962년 | 비회원국  | 비회원국  | 비회원국  | 비회원국  | 비회원국  | 비회원국  | 비회원국  | 비회원국  | 비회원국  | 비회원국                                    | 비회원국                                    | 비회원국                                    | 비회원국                                    | 비회원국                                    | 비회원국                                    | 비회원국                                    |
| 1966년 | 비회원국  | 비회원국  | 비회원국  | 비회원국  | 비회원국  | 비회원국  | 비회원국  | 비회원국  | 비회원국  | 비회원국                                    | 비회원국                                    | 비회원국                                    | 비회원국                                    | 비회원국                                    | 비회원국                                    | 비회원국                                    |
| 1970년 | 비회원국  | 비회원국  | 비회원국  | 비회원국  | 비회원국  | 비회원국  | 비회원국  | 비회원국  | 비회원국  | 비회원국                                    | 비회원국                                    | 비회원국                                    | 비회원국                                    | 비회원국                                    | 비회원국                                    | 비회원국                                    |
| 1974년 | 불참      | 불참      | 불참      | 불참      | 불참      | 불참      | 불참      | 불참      | 불참      | 불참                                        | 불참                                        | 불참                                        | 불참                                        | 불참                                        | 불참                                        | 불참                                        |
| 1978년 | 불참      | 불참      | 불참      | 불참      | 불참      | 불참      | 불참      | 불참      | 불참      | 불참                                        | 불참                                        | 불참                                        | 불참                                        | 불참                                        | 불참                                        | 불참                                        |
| 1982년 | 불참      | 불참      | 불참      | 불참      | 불참      | 불참      | 불참      | 불참      | 불참      | 불참                                        | 불참                                        | 불참                                        | 불참                                        | 불참                                        | 불참                                        | 불참                                        |
| 1986년 | 예선 탈락 | 예선 탈락 | 예선 탈락 | 예선 탈락 | 예선 탈락 | 예선 탈락 | 예선 탈락 | 예선 탈락 | 예선 탈락 | 4                                           | 0                                           | 1                                           | 3                                           | 0                                           | 11                                          | 1                                           |
| 1990년 | 예선 탈락 | 예선 탈락 | 예선 탈락 | 예선 탈락 | 예선 탈락 | 예선 탈락 | 예선 탈락 | 예선 탈락 | 예선 탈락 | 6                                           | 0                                           | 0                                           | 6                                           | 0                                           | 28                                          | 0                                           |
| 1994년 | 기권      | 기권      | 기권      | 기권      | 기권      | 기권      | 기권      | 기권      | 기권      | 기권                                        | 기권                                        | 기권                                        | 기권                                        | 기권                                        | 기권                                        | 기권                                        |
| 1998년 | 예선 탈락 | 예선 탈락 | 예선 탈락 | 예선 탈락 | 예선 탈락 | 예선 탈락 | 예선 탈락 | 예선 탈락 | 예선 탈락 | 6                                           | 0                                           | 1                                           | 5                                           | 2                                           | 19                                          | 1                                           |
| 2002년 | 예선 탈락 | 예선 탈락 | 예선 탈락 | 예선 탈락 | 예선 탈락 | 예선 탈락 | 예선 탈락 | 예선 탈락 | 예선 탈락 | 6                                           | 2                                           | 0                                           | 4                                           | 13                                          | 25                                          | 6                                           |
| 2006년 | 기권      | 기권      | 기권      | 기권      | 기권      | 기권      | 기권      | 기권      | 기권      | 기권                                        | 기권                                        | 기권                                        | 기권                                        | 기권                                        | 기권                                        | 기권                                        |
| 2010년 | 예선 탈락 | 예선 탈락 | 예선 탈락 | 예선 탈락 | 예선 탈락 | 예선 탈락 | 예선 탈락 | 예선 탈락 | 예선 탈락 | 2                                           | 0                                           | 0                                           | 2                                           | 0                                           | 4                                           | 0                                           |
| 2014년 | 예선 탈락 | 예선 탈락 | 예선 탈락 | 예선 탈락 | 예선 탈락 | 예선 탈락 | 예선 탈락 | 예선 탈락 | 예선 탈락 | 4                                           | 2                                           | 1                                           | 1                                           | 8                                           | 11                                          | 7                                           |
| 2018년 | 예선 탈락 | 예선 탈락 | 예선 탈락 | 예선 탈락 | 예선 탈락 | 예선 탈락 | 예선 탈락 | 예선 탈락 | 예선 탈락 | 2                                           | 0                                           | 1                                           | 1                                           | 0                                           | 2                                           | 1                                           |
| 2022년 | 예선 탈락 | 예선 탈락 | 예선 탈락 | 예선 탈락 | 예선 탈락 | 예선 탈락 | 예선 탈락 | 예선 탈락 | 예선 탈락 | 8                                           | 2                                           | 0                                           | 6                                           | 4                                           | 22                                          | 6                                           |
| 2026년 | 예선 탈락 | 예선 탈락 | 예선 탈락 | 예선 탈락 | 예선 탈락 | 예선 탈락 | 예선 탈락 | 예선 탈락 | 예선 탈락 | 8                                           | 1                                           | 2                                           | 5                                           | 4                                           | 21                                          | 5                                           |
| 합계   |           |           |           |           |           |           |           |           |           | 30                                          | 4                                           | 4                                           | 22                                          | 23                                          | 100                                         | 16                                          |
| 순위   |           |           |           |           |           |           |           |           |           | 월드컵 예선 승점 순위 : 169위 (아시아 33위) | 월드컵 예선 승점 순위 : 169위 (아시아 33위) | 월드컵 예선 승점 순위 : 169위 (아시아 33위) | 월드컵 예선 승점 순위 : 169위 (아시아 33위) | 월드컵 예선 승점 순위 : 169위 (아시아 33위) | 월드컵 예선 승점 순위 : 169위 (아시아 33위) | 월드컵 예선 승점 순위 : 169위 (아시아 33위) |

## AFC 아시안컵
- 1956년 ~ 1980년 - 불참
- 1984년 ~ 1988년 - 예선 탈락
- 1992년 - 기권
- 1996년 ~ 2023년 - 예선 탈락
- 2027년 - 미정

### AFC 아시안컵 (예선)
| 1956년 | 불참              | 불참              | 불참              | 불참              | 불참              | 불참              | 불참              |                   |                   |
| 1960년 | 불참              | 불참              | 불참              | 불참              | 불참              | 불참              | 불참              |                   |                   |
| 1964년 | 불참              | 불참              | 불참              | 불참              | 불참              | 불참              | 불참              |                   |                   |
| 1968년 | 불참              | 불참              | 불참              | 불참              | 불참              | 불참              | 불참              |                   |                   |
| 1972년 | 불참              | 불참              | 불참              | 불참              | 불참              | 불참              | 불참              |                   |                   |
| 1976년 | 불참              | 불참              | 불참              | 불참              | 불참              | 불참              | 불참              |                   |                   |
| 1980년 | 불참              | 불참              | 불참              | 불참              | 불참              | 불참              | 불참              |                   |                   |
| 1984년 | 4                 | 0                 | 0                 | 4                 | 0                 | 30                | 0                 |                   |                   |
| 1988년 | 4                 | 0                 | 1                 | 3                 | 0                 | 7                 | 1                 |                   |                   |
| 1992년 | 기권              | 기권              | 기권              | 기권              | 기권              | 기권              | 기권              |                   |                   |
| 1996년 | 6                 | 0                 | 0                 | 6                 | 2                 | 26                | 0                 |                   |                   |
| 2000년 | 4                 | 1                 | 0                 | 3                 | 3                 | 13                | 3                 |                   |                   |
| 2004년 | 8                 | 1                 | 0                 | 7                 | 4                 | 45                | 3                 |                   |                   |
| 2007년 | AFC 챌린지컵 배정 | AFC 챌린지컵 배정 | AFC 챌린지컵 배정 | AFC 챌린지컵 배정 | AFC 챌린지컵 배정 | AFC 챌린지컵 배정 | AFC 챌린지컵 배정 | AFC 챌린지컵 배정 | AFC 챌린지컵 배정 |
| 2011년 | AFC 챌린지컵 배정 | AFC 챌린지컵 배정 | AFC 챌린지컵 배정 | AFC 챌린지컵 배정 | AFC 챌린지컵 배정 | AFC 챌린지컵 배정 | AFC 챌린지컵 배정 | AFC 챌린지컵 배정 | AFC 챌린지컵 배정 |
| 2015년 | AFC 챌린지컵 배정 | AFC 챌린지컵 배정 | AFC 챌린지컵 배정 | AFC 챌린지컵 배정 | AFC 챌린지컵 배정 | AFC 챌린지컵 배정 | AFC 챌린지컵 배정 | AFC 챌린지컵 배정 | AFC 챌린지컵 배정 |
| 2019년 | 8                 | 0                 | 3                 | 5                 | 3                 | 13                | 3                 |                   |                   |
| 2023년 | 11                | 2                 | 0                 | 9                 | 5                 | 35                | 6                 |                   |                   |
| 2027년 | 8                 | 1                 | 2                 | 5                 | 4                 | 21                | 5                 |                   |                   |
| 합계   | 34                | 2                 | 4                 | 28                | 12                | 134               | 10                |                   |                   |

## AFC 챌린지컵
| 년도   | 결과        | 경기      | 승        | 무*       | 패        | 득점      | 실점      | 승점      |
| ------ | ----------- | --------- | --------- | --------- | --------- | --------- | --------- | --------- |
| 2006년 | 준결승      | 5         | 2         | 2         | 1         | 7         | 3         | 8         |
| 2008년 | 조별리그    | 3         | 1         | 0         | 2         | 3         | 4         | 3         |
| 2010년 | 예선 탈락   | 예선 탈락 | 예선 탈락 | 예선 탈락 | 예선 탈락 | 예선 탈락 | 예선 탈락 | 예선 탈락 |
| 2012년 | 조별리그    | 3         | 0         | 0         | 3         | 0         | 6         | 0         |
| 2014년 | 예선 탈락   | 예선 탈락 | 예선 탈락 | 예선 탈락 | 예선 탈락 | 예선 탈락 | 예선 탈락 | 예선 탈락 |
| 합계   | 준결승(1회) | 11        | 3         | 2         | 6         | 10        | 13        | 11        |

## 아시안 게임
| 아시안 게임 기록 | 아시안 게임 기록 | 아시안 게임 기록 | 아시안 게임 기록 | 아시안 게임 기록 | 아시안 게임 기록 | 아시안 게임 기록 | 아시안 게임 기록 | 아시안 게임 기록 | 아시안 게임 기록 |
| 년도             | 결과             | 순위             | 경기             | 승               | 무*              | 패               | 득점             | 실점             | 승점             |
| ---------------- | ---------------- | ---------------- | ---------------- | ---------------- | ---------------- | ---------------- | ---------------- | ---------------- | ---------------- |
| 1951년           | 비회원국         | 비회원국         | 비회원국         | 비회원국         | 비회원국         | 비회원국         | 비회원국         | 비회원국         | 비회원국         |
| 1954년           | 비회원국         | 비회원국         | 비회원국         | 비회원국         | 비회원국         | 비회원국         | 비회원국         | 비회원국         | 비회원국         |
| 1958년           | 비회원국         | 비회원국         | 비회원국         | 비회원국         | 비회원국         | 비회원국         | 비회원국         | 비회원국         | 비회원국         |
| 1962년           | 비회원국         | 비회원국         | 비회원국         | 비회원국         | 비회원국         | 비회원국         | 비회원국         | 비회원국         | 비회원국         |
| 1966년           | 불참             | 불참             | 불참             | 불참             | 불참             | 불참             | 불참             | 불참             | 불참             |
| 1970년           | 불참             | 불참             | 불참             | 불참             | 불참             | 불참             | 불참             | 불참             | 불참             |
| 1974년           | 불참             | 불참             | 불참             | 불참             | 불참             | 불참             | 불참             | 불참             | 불참             |
| 1978년           | 불참             | 불참             | 불참             | 불참             | 불참             | 불참             | 불참             | 불참             | 불참             |
| 1982년           | 조별리그         | 16위             | 3                | 0                | 0                | 3                | 1                | 9                | 0                |
| 1986년           | 조별리그         | 18위             | 4                | 0                | 0                | 4                | 0                | 17               | 0                |
| 1990년           | 불참             | 불참             | 불참             | 불참             | 불참             | 불참             | 불참             | 불참             | 불참             |
| 1994년           | 조별리그         | 18위             | 3                | 0                | 0                | 3                | 0                | 20               | 0                |
| 1998년           | 조별리그         | 17위             | 2                | 0                | 0                | 2                | 0                | 6                | 0                |
| 합계             | 4회 출전(4/9)    | 조별리그(4회)    | 12               | 0                | 0                | 12               | 1                | 52               | 0                |

## 남아시아 축구 선수권 대회
| SAFF 남아시아컵 기록 | SAFF 남아시아컵 기록 | SAFF 남아시아컵 기록 | SAFF 남아시아컵 기록 | SAFF 남아시아컵 기록 | SAFF 남아시아컵 기록 | SAFF 남아시아컵 기록 | SAFF 남아시아컵 기록 | SAFF 남아시아컵 기록 | SAFF 남아시아컵 기록 |
| 년도                 | 결과                 | 순위                 | 경기                 | 승                   | 무*                  | 패                   | 득점                 | 실점                 | 승점                 |
| -------------------- | -------------------- | -------------------- | -------------------- | -------------------- | -------------------- | -------------------- | -------------------- | -------------------- | -------------------- |
| 1993년               | 결선리그             | 3위                  | 3                    | 0                    | 2                    | 1                    | 1                    | 2                    | 2                    |
| 1995년               | 준결승               | 4위                  | 3                    | 1                    | 0                    | 2                    | 3                    | 4                    | 3                    |
| 1997년               | 예선탈락             | 6위                  | 2                    | 0                    | 0                    | 2                    | 1                    | 5                    | 0                    |
| 1999년               | 준결승               | 4위                  | 4                    | 1                    | 0                    | 3                    | 6                    | 9                    | 3                    |
| 2003년               | 예선탈락             | 6위                  | 3                    | 1                    | 0                    | 2                    | 4                    | 4                    | 3                    |
| 2005년               | 예선탈락             | 5위                  | 3                    | 1                    | 0                    | 2                    | 4                    | 5                    | 3                    |
| 2008년               | 예선탈락             | 5위                  | 3                    | 1                    | 0                    | 2                    | 5                    | 9                    | 3                    |
| 2009년               | 예선탈락             | 6위                  | 3                    | 1                    | 1                    | 1                    | 4                    | 2                    | 4                    |
| 2011년               | 준결승               | 4위                  | 4                    | 1                    | 2                    | 1                    | 3                    | 3                    | 5                    |
| 2013년               | 준결승               | 4위                  | 4                    | 2                    | 1                    | 1                    | 5                    | 3                    | 7                    |
| 2015년               | 예선탈락             | 6위                  | 2                    | 0                    | 0                    | 2                    | 1                    | 5                    | 0                    |
| 2018년               | 준결승               | 3위                  | 3                    | 2                    | 0                    | 2                    | 7                    | 5                    | 6                    |
| 합계                 | 11회 출전(11/11)     | 3위(1회)             | 34                   | 11                   | 6                    | 21                   | 44                   | 56                   | 39                   |

## AFC 솔리대리티컵
| AFC 솔리대리티컵 기록 | AFC 솔리대리티컵 기록 | AFC 솔리대리티컵 기록 | AFC 솔리대리티컵 기록 | AFC 솔리대리티컵 기록 | AFC 솔리대리티컵 기록 | AFC 솔리대리티컵 기록 | AFC 솔리대리티컵 기록 | AFC 솔리대리티컵 기록 | AFC 솔리대리티컵 기록 |
| 년도                  | 결과                  | 순위                  | 경기                  | 승                    | 무*                   | 패                    | 득점                  | 실점                  | 승점                  |
| --------------------- | --------------------- | --------------------- | --------------------- | --------------------- | --------------------- | --------------------- | --------------------- | --------------------- | --------------------- |
| 2016년                | 우승                  | 1위                   | 4                     | 2                     | 2                     | 0                     | 6                     | 2                     | 8                     |
| 합계                  | 1회 (1/1)             | 우승(1회)             | 4                     | 2                     | 2                     | 0                     | 6                     | 2                     | 8                     |

## 주요 선수
- 비말 마가르
- 당기 머니스
- 수잘 슈레슈타
- 키란 쳄종

## 역대 감독
| 감독                   | 임기      |
| ---------------------- | --------- |
| 장경환                 | 1973~1975 |
| 루디 구텐도르프        | 1986      |
| 조 키니어              | 1987      |
| 토르스텐 슈피틀러      | 1999      |
| 스티븐 콘스탄틴        | 1999~2001 |
| 그레이엄 로버츠        | 2011~2012 |
| 교토쿠 고지            | 2016~2018 |
| 압둘라 알 무타아리     | 2021~2022 |
| 빈센초 알베르토 안네세 | 2023~2024 |

## 같이 보기
- 네팔 U-17 축구 국가대표팀